# Valeri Lobanovskystadion
Het Valeri Lobanovskystadion (Oekraïens: Стадіон «Динамо» імені Валерія Лобановського, Stadion «Dynamo» imeni Valerija Lobanovskoho) is een voetbalstadion in de Oekraïense hoofdstad Kiev. Het stadion, gebouwd in 1934, is de thuisbasis van de Oekraïense topclub Dynamo Kiev.

## Beschrijving
Het stadion is een grote, ovale bol en ligt in een schilderachtig park in het centrum van de stad Kiev, dicht bij de rivier de Dnjepr. De tribunes achter de doelen liggen nogal ver van het veld, maar die aan de lange zijden liggen zo dichtbij als maar kan. Het nationale elftal speelt hier regelmatig zijn wedstrijden.
De club heeft een moderne trainingsaccommodatie in de voorstad Kontsja-Zaspa en een vermaarde jeugdopleiding, waaruit spelers als Andrij Sjevtsjenko zijn voortgekomen.
Wedstrijden voor de landelijke competitie worden in het Lobanovskistadion gespeeld, maar grote Europese wedstrijden vinden plaats in het Olympisch Stadion, het voormalige Stadion van de Republiek, met zijn 90.000 plaatsen het grootste in Oekraïne. Tevens is het een van de weinige die aan alle UEFA-voorschriften voldoet. Dit stadion maakt deel uit van het olympisch complex van de stad.
In het stadion vond in 2018 de finale van de UEFA Champions League voor vrouwen plaats.

## Interlands
Het Oekraïens voetbalelftal speelde tot op heden eenentwintig interlands in het Valeri Lobanovskystadion.
| Voetbalinterlands                  | Voetbalinterlands | Voetbalinterlands               | Voetbalinterlands | Voetbalinterlands | Voetbalinterlands | Voetbalinterlands | Voetbalinterlands |
| №                                  | Datum             | Wedstrijd                       | Uitslag           | Competitie        |                   |                   |                   |
| Dynamo Stadion                     | Dynamo Stadion    | Dynamo Stadion                  | Dynamo Stadion    | Dynamo Stadion    | Dynamo Stadion    | Dynamo Stadion    | Dynamo Stadion    |
| ---------------------------------- | ----------------- | ------------------------------- | ----------------- | ----------------- | ----------------- | ----------------- | ----------------- |
| 1                                  | 18 augustus 1999  | Oekraïne – Bulgarije            | 1 – 1             | Oefeninterland    |                   |                   |                   |
| 2                                  | 17 april 2002     | Oekraïne – Georgië              | 2 – 1             | Oefeninterland    |                   |                   |                   |
| Valeriy Lobanovskyi Dynamo Stadion |                   |                                 |                   |                   |                   |                   |                   |
| 3                                  | 2 april 2003      | Oekraïne – Letland              | 1 – 0             | Oefeninterland    |                   |                   |                   |
| 4                                  | 11 oktober 2003   | Oekraïne – Macedonië            | 0 – 0             | Oefeninterland    |                   |                   |                   |
| 5                                  | 28 april 2004     | Oekraïne – Slowakije            | 1 – 1             | Oefeninterland    |                   |                   |                   |
| 6                                  | 15 augustus 2005  | Oekraïne – Israël               | 0 – 0             | Oefeninterland    |                   |                   |                   |
| 7                                  | 15 augustus 2005  | Polen – Servië en Montenegro    | 3 – 2             | Oefeninterland    |                   |                   |                   |
| 8                                  | 17 augustus 2005  | Israël – Polen                  | 2 – 3             | Oefeninterland    |                   |                   |                   |
| 9                                  | 17 augustus 2005  | Oekraïne – Servië en Montenegro | 2 – 1             | Oefeninterland    |                   |                   |                   |
| 10                                 | 15 augustus 2006  | Oekraïne – Azerbeidzjan         | 6 – 0             | Oefeninterland    |                   |                   |                   |
| 11                                 | 22 augustus 2007  | Oekraïne – Oezbekistan          | 2 – 1             | Oefeninterland    |                   |                   |                   |
| 12                                 | 26 maart 2008     | Oekraïne – Servië               | 2 – 0             | Oefeninterland    |                   |                   |                   |
| 13                                 | 10 juni 2009      | Oekraïne – Kazachstan           | 2 – 1             | WK-kwalificatie   |                   |                   |                   |
| 14                                 | 12 augustus 2009  | Oekraïne – Turkije              | 0 – 3             | Oefeninterland    |                   |                   |                   |
| 15                                 | 5 september 2009  | Oekraïne – Andorra              | 5 – 0             | WK-kwalificatie   |                   |                   |                   |
| 16                                 | 7 september 2010  | Oekraïne – Chili                | 2 – 1             | Oefeninterland    |                   |                   |                   |
| 17                                 | 8 oktober 2010    | Oekraïne – Canada               | 2 – 2             | Oefeninterland    |                   |                   |                   |
| 18                                 | 29 maart 2011     | Oekraïne – Italië               | 0 – 2             | Oefeninterland    |                   |                   |                   |
| 19                                 | 1 juni 2011       | Oekraïne – Oezbekistan          | 2 – 0             | Oefeninterland    |                   |                   |                   |
| 20                                 | 7 oktober 2011    | Oekraïne – Bulgarije            | 3 – 0             | Oefeninterland    |                   |                   |                   |
| 21                                 | 22 mei 2014       | Oekraïne – Niger                | 2 – 1             | Oefeninterland    |                   |                   |                   |

## Trivia
- Het stadion is sinds begin 2003 vernoemd naar een vroegere coach van de club en het nationale elftal, Valeri Lobanovsky, die in 2002 stierf aan een hartaanval die hij tijdens een wedstrijd kreeg. Lobanovsky is ook trainer van het Sovjet-Russisch voetbalelftal geweest.